# Bereft
Pour plus de détails, voir Fiche technique et Distribution.
Bereft est un film américain de Tim Daly et Clark Mathis, sorti en 2004.

## Synopsis
Molly, jeune veuve, peine à reconstruire sa vie après la mort de son mari. Obsédée par les vestiges de leur vie, elle croit que l'esprit de celui-ci rôde dans la maison qu'ils partageaient, bien que ses tentatives de photographier son fantôme soient un échec. Molly subvient à ses besoins en travaillant dans un magasin de photo, dont la gérante, convaincue qu'elle doit se remarier, y fait régulièrement allusion. Molly semble s'être construite un mur émotionnel jusqu'à ce qu'elle rencontre un voisin peu recommandable qui vit dans le quartier avec son oncle. Bien que ne l'appréciant guère au premier abord, elle finit par se lier d'amitié avec lui et, sous son charme, développer une relation audacieuse et impulsive.

## Fiche technique
- Titre : Bereft
- Réalisation : Tim Daly et Clark Mathis
- Scénario : Peter Ferland
- Musique : Mark Snow
- Pays d'origine : États-Unis
- Format : Couleurs - 2,35:1
- Genre : drame
- Date de sortie : 2004

## Distribution
- Vinessa Shaw : Molly
- Tim Blake Nelson : Dennis
- Patrick Burleigh : Joel
- Tim Daly : Happy
- Amy Van Nostrand : Jodi
- Marsha Mason : Helen
- Edward Herrmann : Lloyd
- Michael C. Hall : Jonathan
- Ari Graynor : Louise